# Dick Fosbury
Richard Douglas Fosbury, detto Dick (Portland, 6 marzo 1947 – Portland, 12 marzo 2023), è stato un altista statunitense, campione olimpico a Città del Messico 1968.

## Biografia
A lui si deve l'innovazione del "Fosbury Flop", la tecnica con la quale l'atleta scavalca l'asticella rovesciando il corpo all'indietro e cadendo sulla schiena (da cui la definizione di "salto dorsale").
Con questa tecnica rivoluzionaria (a quel tempo tutti i saltatori impiegavano lo scavalcamento ventrale) nel 1968 Fosbury si impose dapprima all'attenzione nazionale, vincendo il campionato NCAA e i trials di qualificazione per i Giochi olimpici, e successivamente alla ribalta mondiale, vincendo la medaglia d'oro a Città del Messico e stabilendo il nuovo record olimpico con la misura di 2,24 m. Nel giro di pochi anni il salto dorsale divenne d'uso comune in tutti i contesti agonistici, soppiantando lo stile ventrale e la sforbiciata.
Nella gara che lo consegnò alla storia indossò due scarpe di colore diverso; l'ipotesi che si trattasse di una scelta di marketing fu smentita da Fosbury stesso, che spiegò come l'uso di due calzature differenti lo aiutasse a imprimere una miglior spinta verso l'alto col piede destro.
Si ritirò nel 1969, non partecipando quindi ai Giochi olimpici di Monaco di Baviera. Nel 1981 fu introdotto nella National Track & Field Hall of Fame.
Fosbury è morto nel 2023 per un linfoma.
Fu il campione per eccellenza di questa specialità alla sua epoca

## Palmarès
| Anno | Manifestazione  | Sede              | Evento        | Risultato | Prestazione | Note            |
| ---- | --------------- | ----------------- | ------------- | --------- | ----------- | --------------- |
| 1968 | Giochi olimpici | Città del Messico | Salto in alto | Oro       | 2,24 m      | Record olimpico |